# Schwarze Romantik

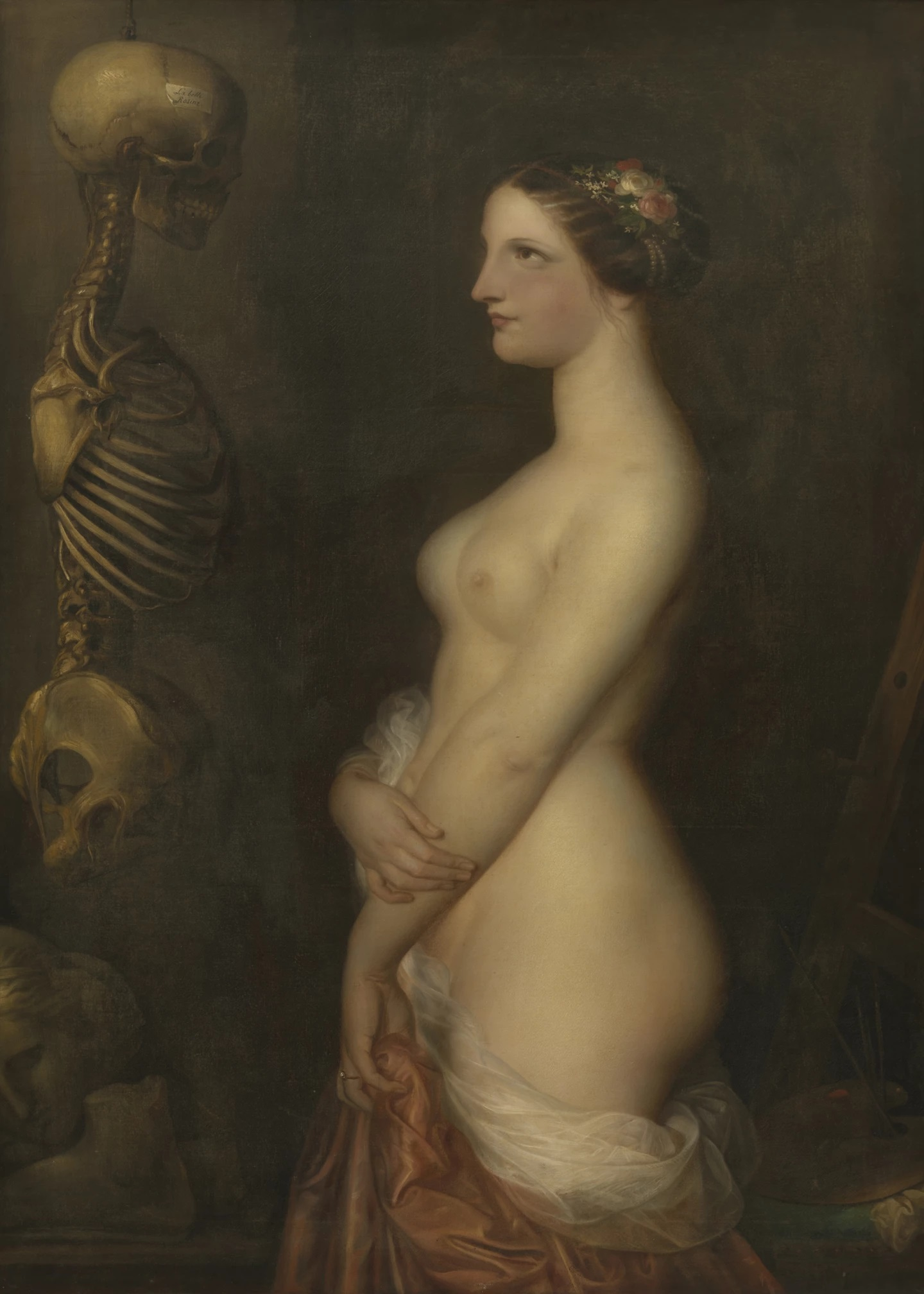
Sexualität und Tod, zwei Hauptmotive der Schwarzen Romantik (Gemälde von Antoine Wiertz, 1847)

Die Schwarze Romantik (auch Schauerromantik, Negative Romantik oder Dunkle Romantik) war eine Unterströmung, die innerhalb der Romantik am Ende des 18. Jahrhunderts aufkam. Die Schwarze Romantik umfasst Werke aus Literatur und Kunst. Typische Motive der Schwarzen Romantik sind unter anderem das Unheimliche, Dämonische, Abgründige in der menschlichen Psyche bis hin zum Wahnsinn, Erotik und Gewalt sowie der Tod. Die Schwarze Romantik entzieht sich einer klaren Definition: Sie wird in manchen Zusammenhängen auch als eine Strömung in Literatur und Kunst gesehen, die über die Epoche der Romantik hinausgeht und auch Einfluss auf die Kunst des Symbolismus oder den Horrorfilm ausgeübt hat.

## Definition
Der Begriff Schwarze Romantik stammt ursprünglich aus der Literaturwissenschaft. Es ist nicht klar, von wem der Begriff genau geprägt wurde, aber populär gemacht wurde er durch den italienischen Literaturwissenschaftler Mario Praz. Praz legte in seiner motivgeschichtlichen Studie zur Romantik seinen Schwerpunkt auf die Nachtseite der Romantik und analysierte Motive wie Tod, Laster, Grausamkeit und Dekadenz. Der Ausdruck Schwarze Romantik wird in Praz' Studie selbst nicht erwähnt, taucht aber als Untertitel der deutschen Übersetzung prominent auf. Der Begriff hat sich aufgrund von Praz' Publikation in der Literaturwissenschaft etabliert und wurde von weiteren Literaturwissenschaftlern aufgegriffen. Die Schwarze Romantik fand in der Literatur, aber auch in der Bildenden Kunst und in der Musik ihren Niederschlag. In der Kunstgeschichte und Musik wird der Ausdruck Schwarze Romantik jedoch seltener verwendet.
Der Begriff Schwarze Romantik entzieht sich auch einer klaren Definition. Im Sachwörterbuch der Literatur wird die Schwarze Romantik definiert als „irrationale Tendenz der Romantik zum Unheimlich-Gespenstischen, Phantastisch-Abseitigen und Dämonisch-Grotesken“ und vor allem die Schwarze Romantik in der Form von Schauerliteratur und Gespenstergeschichten erwähnt. Die Schwarze Romantik lässt sich häufig nicht klar von der Hauptströmung der Romantik abgrenzen.
Die Ausstellung „Schwarze Romantik von Goya bis Max Ernst“ von September 2012 bis Januar 2013 im Frankfurter Städel-Museum ging sogar noch weiter und beschränkte sich für ihre Konzeption der Ausstellung nicht nur auf die eigentliche Epoche der Romantik im 19. Jahrhundert. Die Ausstellung zählte neben den im Titel Genannten u. a. Johann Heinrich Füssli in England, Caspar David Friedrich und Carl Blechen in Deutschland, den Schweizer Arnold Böcklin, den Norweger Edvard Munch zu den Malern der Schwarzen Romantik – aber auch filmische Werke wie Der müde Tod (Fritz Lang), Nosferatu (F. W. Murnau), Dracula (Tod Browning) oder Vampyr von Carl Theodor Dreyer, Fotografien (z. B. von Brassaï), Skulpturen (z. B. Werke von Paul Dardé, Jean-Joseph Carriès, Christian Behrens) und Opern wie der Freischütz von Carl Maria von Weber fanden hier Berücksichtigung und Anerkennung.

## Entwicklung und Merkmale
Ende des 18. Jahrhunderts bildete sich in England die Schauerliteratur (Gothic Novel) als eigene Stilrichtung heraus. Stark von dieser englischen Dichtungsart beeinflusst war der romantische Roman Nachtwachen, den Ernst August Friedrich Klingemann 1804 unter dem Pseudonym „Bonaventura“ veröffentlichte. Aus der Schwarzen Romantik und der Schauerliteratur wiederum entwickelte sich im 19. Jahrhundert die moderne Horrorliteratur.
Die Schwarze Romantik zeichnet sich dadurch aus, dass sie irrationale, melancholische Züge besonders betont und sich auch von der Gestaltung menschlichen Wahnsinns und vom „Bösen“ fasziniert zeigt – in Abkehr der von der Vernunft geleiteten Aufklärung und als Reaktion auf die Schrecknisse der Französischen Revolution. Künstler und Autoren der Strömung beschäftigten sich mit der Kehrseite des menschlichen Daseins, wobei ihre Werke einen düsteren und resignativen oder sogar makaberen, schaurig-dämonischen bis satanischen Charakter aufwiesen. Oft diente zur Schilderung abseitig-exzessiver Verhaltensweisen und phantastischer, grotesker Phänomene ein verfeinert-dekadenter Ästhetizismus in das Erotisch-Sensitive und Übersteigert-Morbide hinein.

## Motive
In Kunst und Literatur der Schwarzen Romantik werden eine Vielzahl von Motiven verwendet, die zur „Nachtseite“ der Romantik gezählt werden.

### Schauer, Spuk und Unheimliches

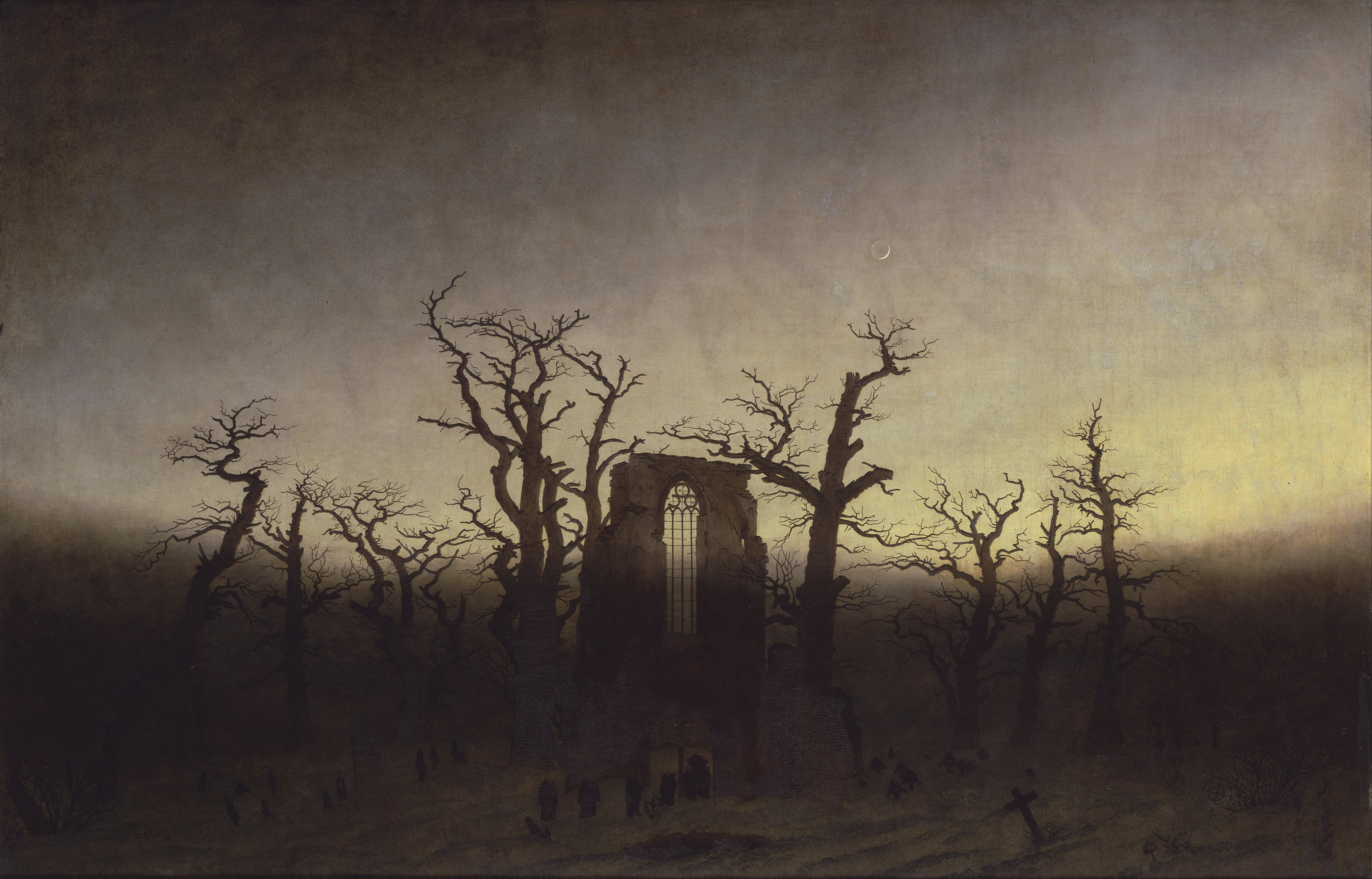
Caspar David Friedrich, Abtei im Eichwald

Spukschlösser, Klöster, Verliese, Kellergewölbe, Gruften, Spukhäuser, Ruinen und Friedhöfe bieten die Kulisse für die Schauerliteratur, etwa in Schauerromanen wie Das Schloss von Otranto von Horace Walpole. Ruinen, auch künstliche Ruinen, sind in der romantischen Ruinenarchitektur en vogue. Romantische Gemälde stellen unheimliche Naturerscheinungen wie Gewitter dar sowie nächtliche, in Mondschein oder in Nebel getauchte Landschaften, auch einsame Lichtungen und dunkle Wälder. Ein Maler, in dessen Werk sich diese Motive besonders umfassend finden, ist Caspar David Friedrich. Bekannte Beispiele, in denen Friedrich solche düster-verstörenden Motive umgesetzt hat, sind die Gemälde Abtei im Eichwald und Der Mönch am Meer.
Dem Licht der Aufklärung stellt die Schwarze Romantik die Nacht und das Dunkel gegenüber und wertet sie positiv um. Beispielhaft für eine solche Umwertung der Nacht als Ort der besseren Erkenntnis und der höheren Wahrheit sind Novalis’ Hymnen an die Nacht.

### Leid, Gewalt und Tod

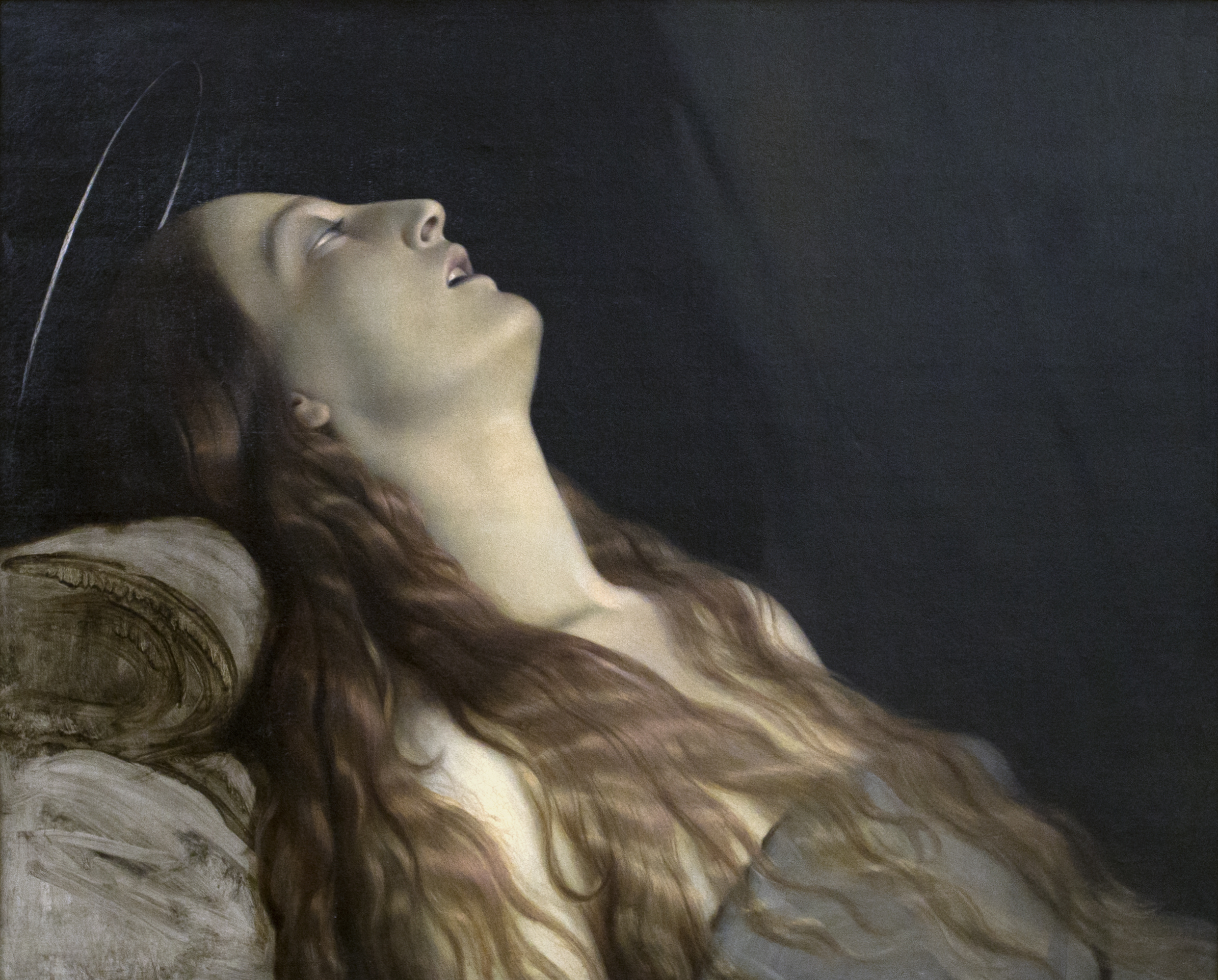
Paul Delaroche: Die Frau des Künstlers, Louise Vernet, auf dem Totenbett, Musée des Beaux Artes, Nantes

Leid, Tod und Verfall sind ebenfalls wiederkehrende Motive der Schwarzen Romantik.
Insbesondere die französische und spanische Romantik setzt sich als Folge der Französischen Revolution und den darauf folgenden napoleonischen Kriegen mit Leid und Gewalt auseinander. Francisco de Goya, eigentlich ursprünglich spanischer Hofmaler, wird mit seinem Werk auch teilweise der Romantik zugerechnet, setzte sich mit der Gewalt und dem Schrecken des Krieges durch Napoleonische Truppen 1808 und im anschließenden spanischen Unabhängigkeitskrieg auseinander. Seine Desastres de la Guerra stellen dies verstörend und eindrucksvoll dar. Goyas verstörender Bilderzyklus Pinturas Negras, ein wesentliches Werk der Schwarzen Romantik, stellt unter anderem eine geheimnisvolle Prozession, Hexen und Saturn dar, wie dieser seine Kinder frisst, und gewährt einen Einblick in die Dunkelheit der Seele.
Auch die Motive von Verfall und Tod sind in der Schwarzen Romantik präsent. So wird Verfall und Tod zum einen durch Landschaftsbilder, die Friedhöfe oder Ruinen darstellen, thematisiert, etwa von Caspar David Friedrich in seinen Gemälden. Zum anderen ist der Tod auch Motiv von Porträts. Der Maler Paul Delaroche etwa porträtierte seine verstorbene Ehefrau auf dem Sterbebett und sublimierte die Konfrontation mit dem Tod zu einer ästhetischen Erfahrung für den Betrachter.

### Die dunkle Seite der Psyche

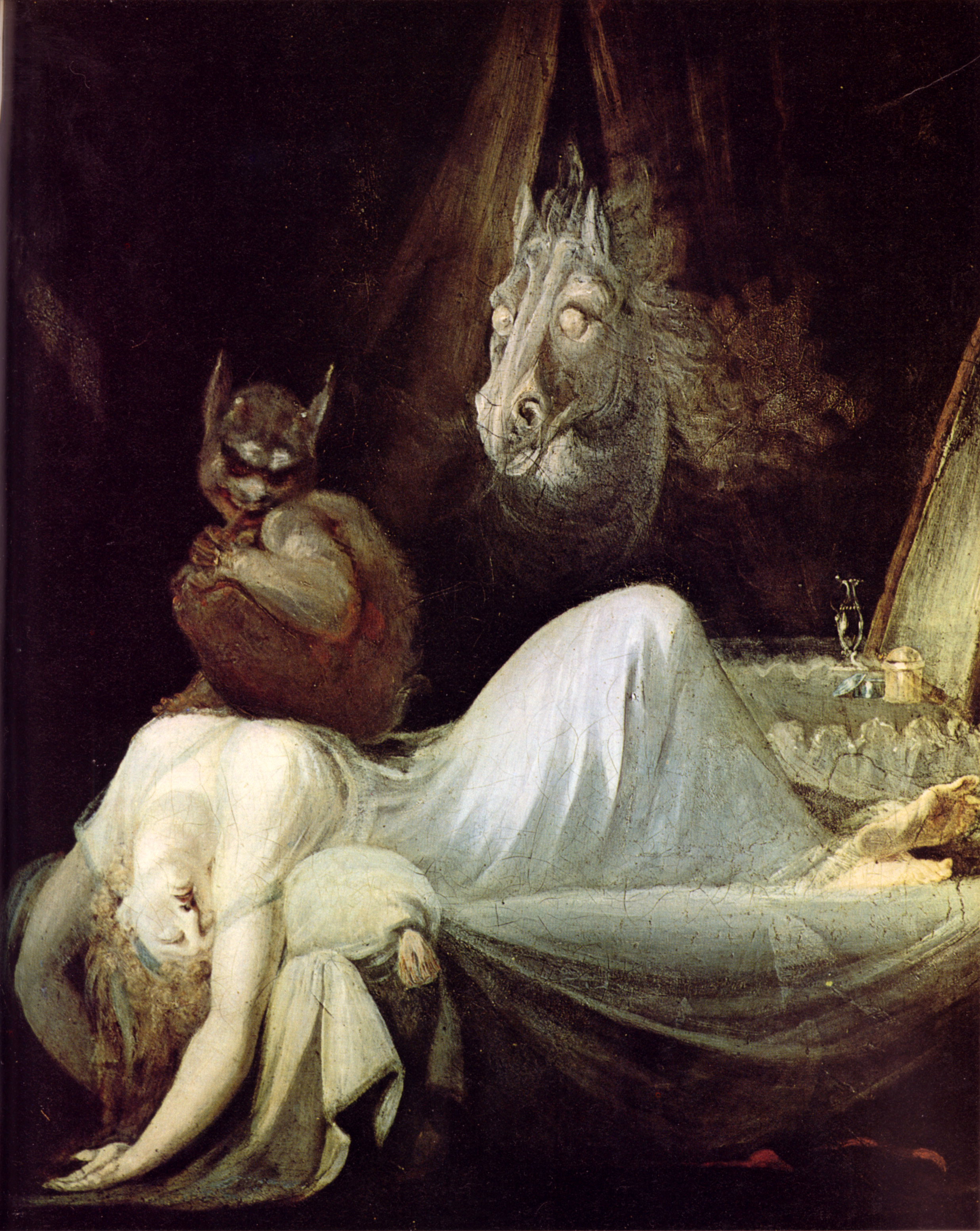
Johann Heinrich Füssli: Der Nachtmahr (1802)

Die Hoffnung der Aufklärung auf reine Rationalität und Vernunft des Menschen zeigte sich Anfang des 19. Jahrhunderts auch bereits gescheitert. Mit dem Ende der Französischen Revolution wurde das optimistische Menschenbild ernüchtert zur Seite geschoben und das Triebhafte und Gewalttätige im Menschen wieder erkannt.
Die Romantiker widmeten sich auch der Erkundung des Unbewussten und der dunklen Seite der Psyche, und es ist kein Zufall, dass sich die Anfänge der Psychologie als Wissenschaft auf die Romantik zurückführen lassen. Deshalb ist auch der Albtraum, ein ansonsten eher ungewöhnliches Motiv in Kunst und Literatur, ein Motiv in der Schwarzen Romantik, beispielsweise in Johann Heinrich Füsslis Gemälde Der Nachtmahr. Obwohl Füssli selbst eine Ausbildung im Stile des Klassizismus genossen hat, steht er mit vielen Motiven seiner Bilder der Romantik näher als dem Klassizismus; Füssli wird deshalb zu einem der Hauptakteure der Schwarzen Romantik gezählt.
Ungeklärte Phänomene wie Träume, Telepathie, Vorahnungen und Somnambulismus fanden auch das Interesse der romantischen Wissenschaft, ferner interessierte die Öffentlichkeit das Phänomen des Magnetismus, ein Vorgängerverfahren der späteren Hypnose. Auch standen psychologische Extremzustände wie Wahnsinn im Fokus des Interesses. Dieses Interesse an Psychologie und psychologischen Phänomenen spiegelt sich auch in der Literatur und Kunst der Schwarzen Romantik wider. So ist ein Wahnsinniger, Serapion, eine Figur in E. T. A. Hoffmanns Erzählzyklus Die Serapionsbrüder. Hoffmanns Werk wurde zum Teil auch in der Malerei künstlerisch verarbeitet, so gestaltete der romantische Maler Carl Blechen das Gemälde Pater Medardus als Porträt der wahnsinnigen Hauptfigur in Hoffmanns Die Elixiere des Teufels.
Auch das Böse im Menschen faszinierte die Romantiker. Der Literaturwissenschaftler Mario Praz sieht hier unter anderem den Einfluss von John Miltons Gedicht Paradise Lost, in dem das Satanische als gefallene Schönheit interpretiert wird. Zunächst böse erscheinende Verbrechertypen wie der großherzige Bandit bevölkern in der Folge schon im 18. Jahrhundert die Literatur, auch die Romantik greift diesen Typus auf, z. B. der zügellose, leidenschaftliche Abenteurer Montoni in Ann Radcliffes The Mysteries of Udolpho.

### Das Doppelgängermotiv

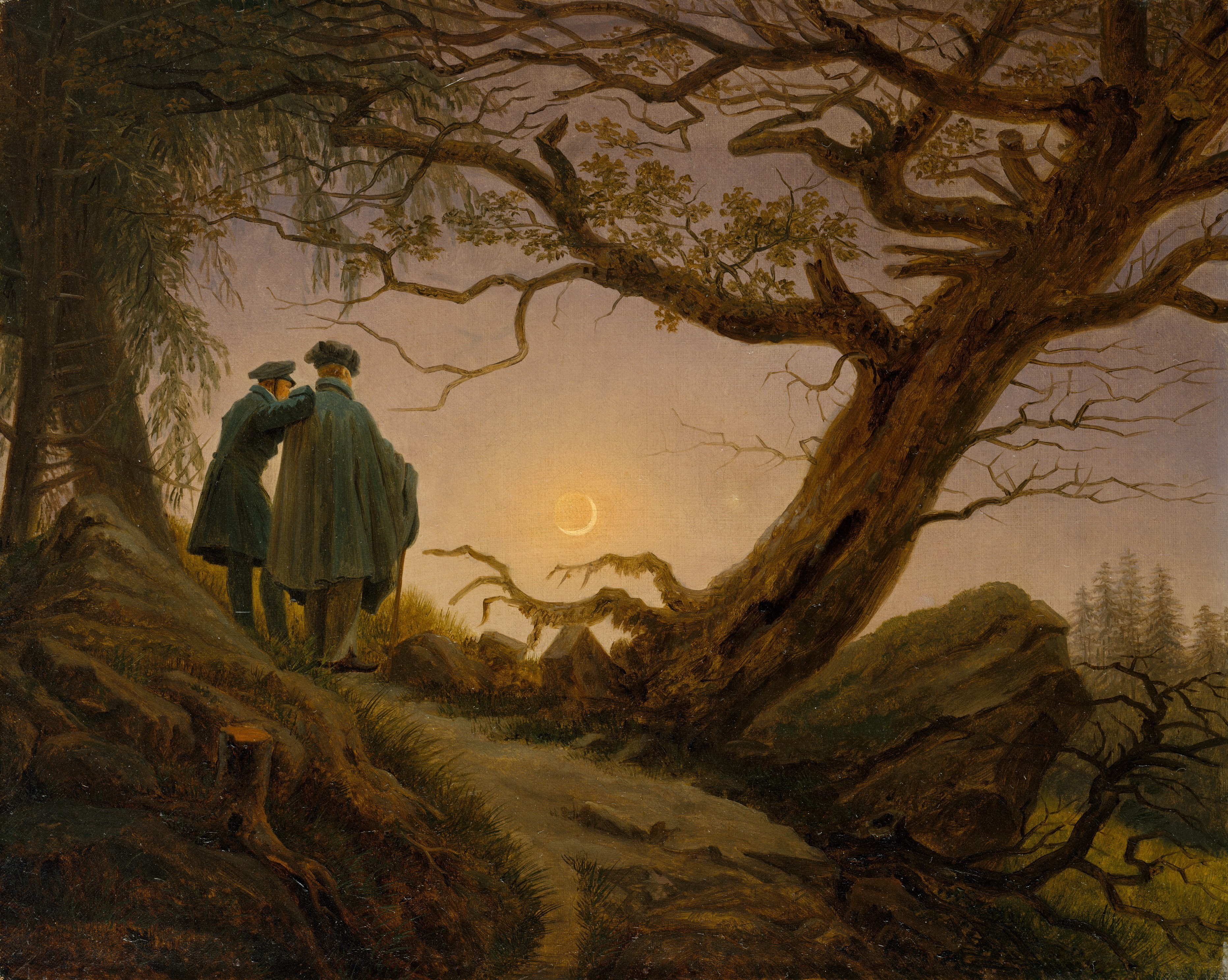
Caspar David Friedrich: Zwei Männer in Betrachtung des Mondes, Metropolitan Museum of Art, New York

Mit dem Motiv eines Doppelgängers wird in der Romantik die Möglichkeit thematisiert, sich mit einem Alter Ego, einem Spiegelbild seiner selbst und damit mit dem Unbewussten in sich selbst auseinanderzusetzen. In der Literatur ist das Motiv in Verwechslungs- und Doppelgängergeschichten umgesetzt, so z. B. in Jean Pauls Roman Siebenkäs. Auch in der Malerei findet sich das Doppelgängermotiv wieder: So hat Caspar David Friedrich in vielen seiner Landschaften einsame Figuren (meist als Figurenpaar in Rückenansicht) integriert, die die Landschaft betrachten, z. B. in Zwei Männer bei Mondaufgang am Meer.

### Phantastik und Okkultes

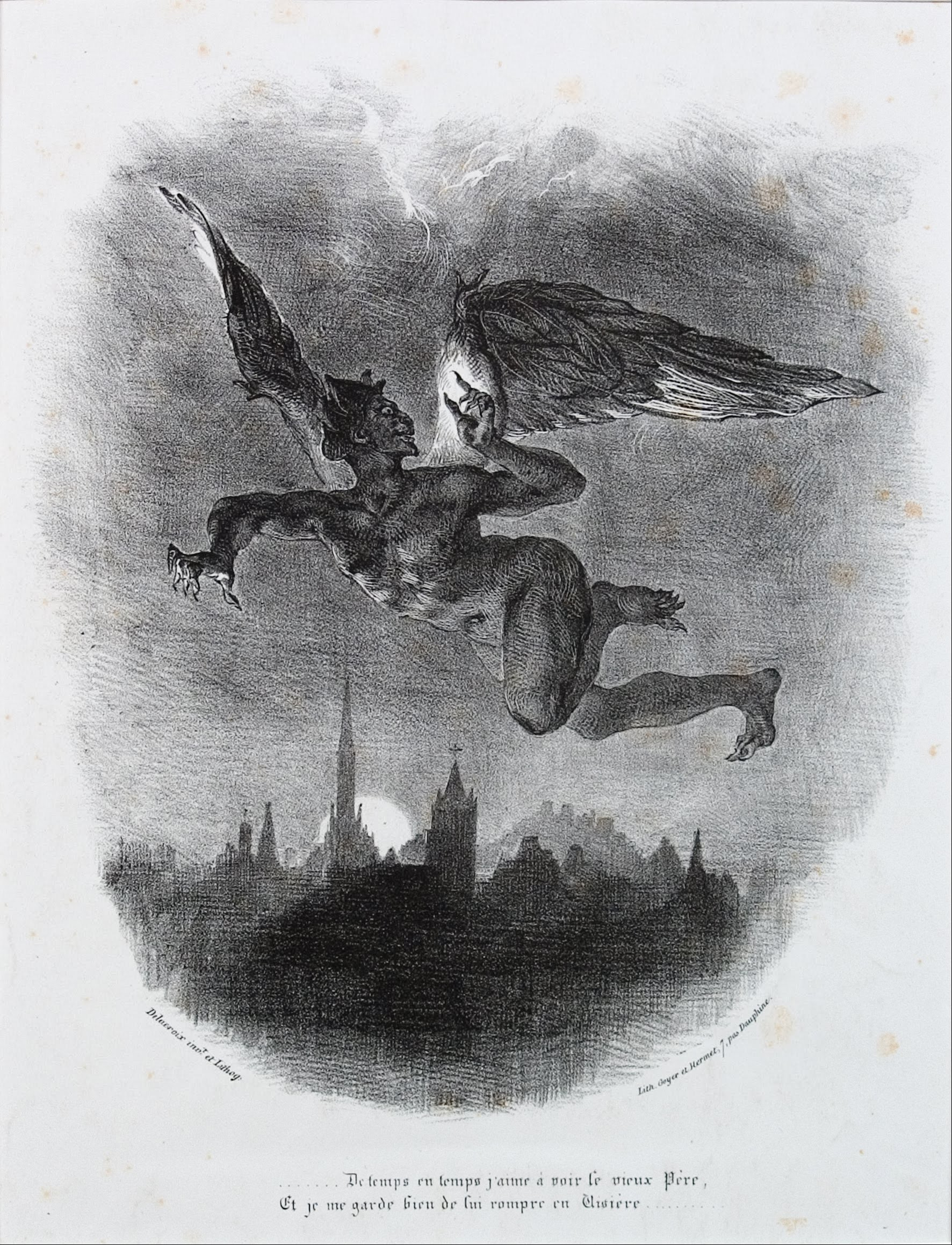
Eugène Delacroix: Mephisto in den Lüften, Städel Museum, Frankfurt am Main

Literatur und Kunst der Romantik setzen sich auch verstärkt mit der Phantastik auseinander. Mit dem Interesse der Romantik an Märchen und Sagen rücken auch Fabelwesen (z. B. Elfen, Feen, Gespenster, Wiedergänger, Dämonen, Formwandler) als Motive in den Fokus. Die Romantik stand damit im Gegensatz zur Aufklärung, die durch die Betonung der Rationalität und des wissenschaftlichen Fortschritts den alten Aberglauben an Übernatürliches für überwunden hielt: eine Einstellung, die bereits in der Romantik überholt schien und die die Romantiker mit der Beschäftigung mit der Phantastik und dem Okkulten in Frage stellten.
In diesem Zusammenhang ist auch das Interesse an Parawissenschaft, Parapsychologie, Alchemie, Magie, Nekromantie, Okkultismus, Satanismus, Hexerei zu sehen, alles Phänomene der Zeit, die sich auch in Zeitschriften oder Trivialliteratur finden. Exemplarisch ist hier das Gespensterbuch zu nennen, eine Sammlung von Spuk- und Wundergeschichten, deren Autoren Motive und Erzählungen aus dem Volksglauben auswerteten und literarisch aufbereiteten. Auch in der Literatur der Romantik finden sich Beispiele, in denen Mythen und Geschichten aus dem populären Aberglauben aufgenommen und literarisch ausgearbeitet wurden, so etwa E. T. A. Hoffmanns Sage von den Bergwerken von Falun. Auch in Samuel Taylor Coleridges Schauerballade The Rime of the Ancient Mariner wird ein Volksaberglaube aufgegriffen, nach dem der Albatros ein heiliger Vogel ist (und dem titelgebenden Seemann Unheil droht, nachdem er einen solchen Vogel getötet hat).

### Erotik und das Schaurigschöne

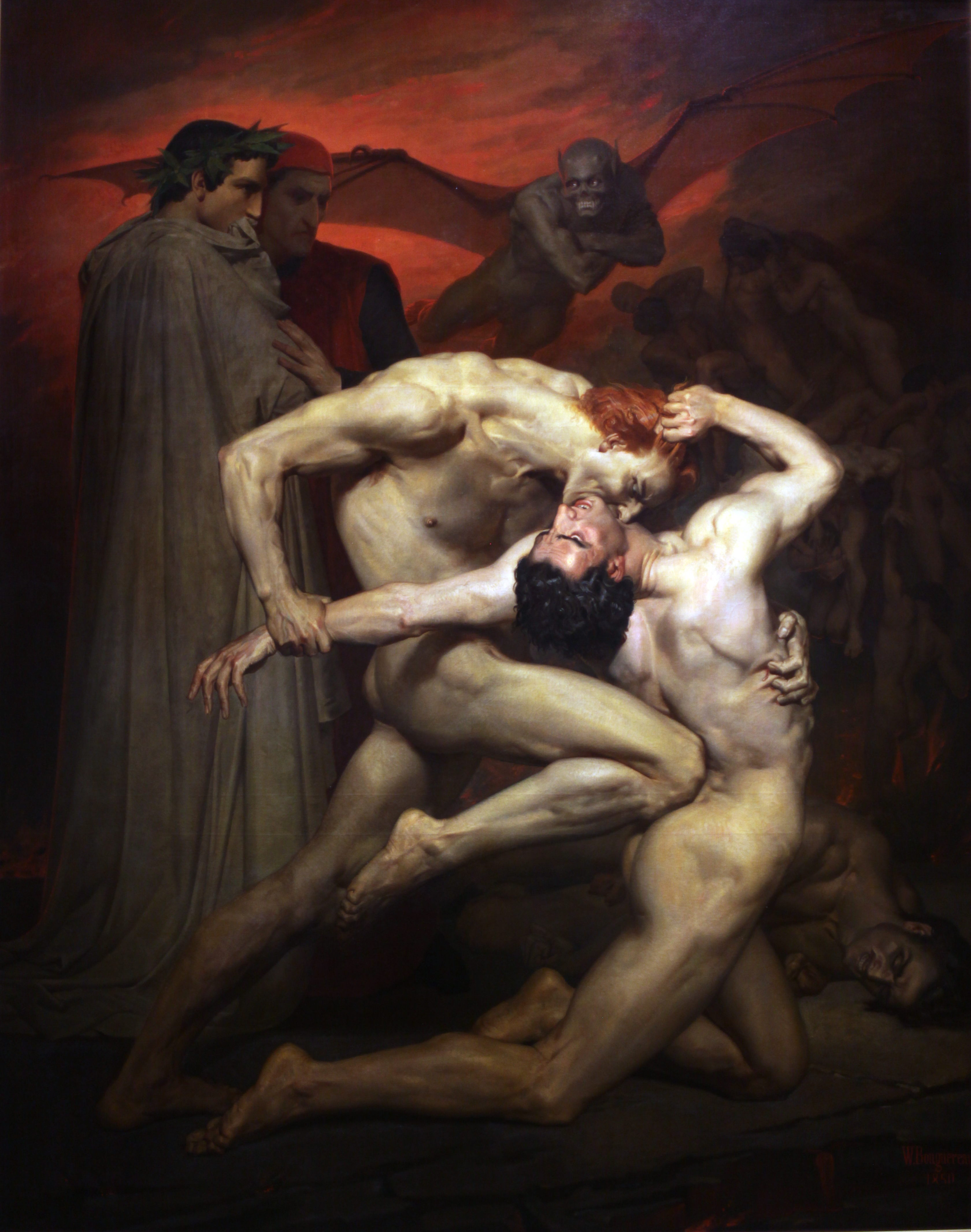
Dante und Vergil in der Hölle (William Bouguereau)

Als Kehrseite der Schönheit wird in der Schwarzen Romantik die Anziehungskraft des Schaurigschönen thematisiert. In der Literatur wird die morbide Anziehungskraft des Hässlichen und Missgestalteten beschrieben; eine Ästhetik des Grausigen und Schrecklichen fand Ende des 18. Jahrhunderts ihren Höhepunkt. Der Romantiker Percy Bysshe Shelley etwa thematisiert in seinem Gedicht On the Medusa of Leonardo da Vinci den fesselnden, todbringenden Blick der Medusa, wobei für Shelley weniger der Schrecken als abgründige Schönheit im Vordergrund stand.
Die Schwarze Romantik thematisierte ferner die „dunkle“ Seite von Liebe und Erotik, auch Paraphilie, Sadomasochismus und Perversion. Die Romantik greift auch den Typus der Femme fatale auf, so finden sich dort dämonische Frauen und Vamps in der Literatur und Kunst. Ein Beispiel dürfte die Hexe Mathilda sein, die sich im Schauerroman The Monk von Matthew Gregory Lewis schließlich als teuflische Verführerin entpuppt.
Seit Ende der 2010er Jahre wird zum Beispiel das 1850 geschaffene und der akademischen Malerei zugeordnete Gemälde Dante und Vergil in der Hölle von William Bouguereau auch als eine (homo-)erotische Darstellung von Männerakten voll animalischer Angriffslust und zügelloser Sexualität interpretiert.

## In außereuropäischen Kulturen
Themen, Motive und Kunstformen der Schwarzen Romantik sind – teilweise in Auseinandersetzung mit europäischen Diskursen – auch in außereuropäischen Kulturen bearbeitet worden.
In Nordamerika entstand bereits im ersten Drittel des 19. Jahrhunderts das literarische Subgenre American Gothic. Texte von Autoren wie Nathaniel Hawthorne (The Scarlet Letter) und Edgar Allan Poe (Der Untergang des Hauses Usher, Nevermore) werden ebenso dazu gerechnet wie der enigmatische Roman Hermann Melvilles Moby Dick. Vor allem Edgar Allan Poe nahm auch Anregungen der kontinentaleuropäischen Romantik, insbesondere E. T. A. Hoffmanns, auf. Wiederkehrende Motive der Amerikanischen Gotik sind die repressive Sozial- und Sexualmoral des Puritanismus sowie dessen furchteinflößende Sünden- und Jenseitsvorstellungen, z. B. in Form von Ideen der Hölle und des Fegefeuers. Im Süden der USA sind (mit der „Southern Gothic“) in den Werken von Autoren wie William Faulkner, Flannery O’Connor, Eudora Welty oder auch Cormac McCarthy deutlich Rezeptionsspuren der Schwarzen Romantik auszumachen.
Wie in Europa gibt es auch in Nordamerika Wechselwirkungen zwischen Literatur und bildender Kunst im Bereich der Schwarzen Romantik. Zu ikonischen Werken der Malerei wurden z. B. die Gemälde American Gothic (1930) von Grant Wood oder Nighthawks (1942) von Edward Hopper. Ein umfangreiches Literatur-, Comic- und Filmgenre entstand in Zusammenhang mit der auf New York City anspielenden fiktionalen Stadt Gotham City ('Batman')
In Zentral- und Südamerika wurden Elemente der Schwarzen Romantik u. a. im malerischen Werk Frida Kahlos und in der Literatur z. B. in dem Roman Hundert Jahre Einsamkeit (Originaltitel: Cien años de soledad) des kolumbianischen Schriftstellers Gabriel García Márquez, aufgegriffen. Der teilweise von der Bildlichkeit Hieronymus Boschs inspirierte Roman hat seinerseits internationale Künstler wie Selin Cinar, Michael Young und Aramis Gutierrez zu Illustrationen angeregt.
Auch im südpazifischen Raum, in Neuseeland und Australien, fand eine ausgeprägte künstlerische Beschäftigung mit Elementen des Okkulten, des Unheimlichen und der Angstlust statt. In seiner Collage 'Tribute to Fuseli (Füssli) I' bezog sich etwa der neuseeländische Künstler Andrew McLeod auf die europäische Tradition der Schauerromantik. Auch andere Maler Aotearoas wie Tony Fomision, Peter Siddell, Jason Greig, Seraphine Pick und Peter Madden, aber auch Fotografen wie Laurence Aberhart und Yvonne Todd haben sich des Genres angenommen. In seinem Dokumentarfilm Cinema of Unease (1995) beschäftige sich der Schauspieler und Filmemacher Sam Neill mit filmgeschichtlichen Aspekten der Schwarzen Romantik.
Mit der Tasmanian Gothic gibt es in Australien ebenfalls eine eigene Traditionslinie der Schauerliteratur, die in Suspense- und Horrorfilmen adaptiert wurde. Auch australische bildende Künstler wie Arthur Boyd, Sydney Nolan und Albert Tucker haben es in ihrem teilweise surrealistischen Werk unternommen, dunkle und paranoide Aspekte der australischen Kultur zu thematisieren.
Noch auf dem in Französisch-Polynesien entstandenen Gemälde des französischen Post-Impressionisten Paul Gauguin 'Nevermore' (1897) wird auf Motive der Schwarzen Romantik in Gestalt des Titels – der dem Langgedicht Edgar Allan Poes entlehnt ist – aber auch mit einem bildlichen Verweis auf den europäischen Raben, den Symbolvogel des Todes, angespielt.

## Literarische Vertreter und Beispielwerke
- Ann Radcliffe (1764–1823): The Mysteries of Udolpho
- Marquis de Sade (1740–1814): Justine[29]
- Ludwig Tieck (1773–1853): Der Runenberg
- Matthew Gregory Lewis (1775–1818): The Monk (1796)
- E. T. A. Hoffmann (1776–1822): Die Elixiere des Teufels, Der Sandmann
- Charles R. Maturin (1780–1824): Melmoth the Wanderer (1820)
- Jacob Grimm (1785–1863) und Wilhelm Grimm (1786–1859): Grimms Märchen
- Lord Byron (1788–1824): Childe Harold’s Pilgrimage
- Mary Shelley (1797–1851): Frankenstein
- Victor Hugo (1802–1885): Der Glöckner von Notre-Dame
- Gérard de Nerval (1808–1855): Aurélia
- Edgar Allan Poe (1809–1849): Der Untergang des Hauses Usher
- Charles Baudelaire (1821–1867): Die Blumen des Bösen
- Gustave Flaubert (1821–1880): Die Versuchung des heiligen Antonius
- Bram Stoker (1847–1912): Dracula

## Film
Elemente der Schwarzen Romantik haben früh Einzug in den Film gehalten. Typische Motive wie Wahnsinn, Tod, Verfall, Schuld, Doppelgänger, wissenschaftliche Hybris, verbotene Begierden, das Unheimliche und das Übernatürliche finden sich in zahlreichen stilistisch verwandten Strömungen wie dem Gothic Horror, dem Psychothriller oder dem Okkultfilm wieder.
In der zweiten Hälfte des 20. Jahrhunderts griffen u. a. britische Filme der Hammer Film Productions diese Motive auf, und auch visuell orientierten sie sich an der romantischen Schauertradition: z. B. dunkle Schlösser, gotische Architektur oder Schattenlicht.
In der neueren Filmgeschichte zeigen Filme wie The Others (2001), Black Swan (2010) eine deutliche Nähe zur Schwarzen Romantik – etwa durch das Zusammenspiel von psychischer Zerrüttung, Realitätsschwund und unheimlicher Atmosphäre. Dabei handelt es sich häufig nicht um Adaptionen romantischer Literatur, sondern um eigenständige Werke, die die Ästhetik und Thematik der schwarzen Romantik weiterentwickeln.